# Cirrhitus rivulatus
Cirrhitus rivulatus är en fiskart som beskrevs av Valenciennes, 1846. Cirrhitus rivulatus ingår i släktet Cirrhitus och familjen Cirrhitidae. IUCN kategoriserar arten globalt som livskraftig. Inga underarter finns listade i Catalogue of Life.